# Copa Italia 2004-05
La Copa Italia 2004-05 fue la 58ª edición del torneo nacional. Roma e Internazionale fueron los finalistas. El Inter ganó el torneo por un global de 3-0 en la final.

## Fase de grupos

### Grupo 1
| Pos. | Equipo        | Pts. | PJ | G | E | P | GF | GC | Dif. | Clasificación |
| ---- | ------------- | ---- | -- | - | - | - | -- | -- | ---- | ------------- |
| 1    | Torino (B)    | 7    | 3  | 2 | 1 | 0 | 13 | 7  | +6   |               |
| 2    | Lumezzane (C) | 4    | 3  | 1 | 1 | 1 | 5  | 8  | −3   |               |
| 3    | Genoa (B)     | 4    | 3  | 1 | 1 | 1 | 7  | 6  | +1   |               |
| 4    | Empoli (B)    | 1    | 3  | 0 | 1 | 2 | 4  | 8  | −4   |               |

 Fuente: 
| Equipo #1 | Equipo #2 | Resultados |
| --------- | --------- | ---------- |
| Empoli    | Genoa     | 0–2        |
| Lumezzane | Torino    | 1–5        |
| Genoa     | Lumezzane | 2–3        |
| Torino    | Empoli    | 5–3        |
| Genoa     | Torino    | 3–3        |
| Lumezzane | Empoli    | 1–1        |

### Grupo 2
| Pos. | Equipo          | Pts. | PJ | G | E | P | GF | GC | Dif. | Clasificación |
| ---- | --------------- | ---- | -- | - | - | - | -- | -- | ---- | ------------- |
| 1    | Atalanta (A)    | 7    | 3  | 2 | 1 | 0 | 9  | 4  | +5   |               |
| 2    | AlbinoLeffe (B) | 6    | 3  | 2 | 0 | 1 | 3  | 3  | 0    |               |
| 3    | Vicenza (B)     | 3    | 3  | 1 | 0 | 2 | 4  | 6  | −2   |               |
| 4    | Pro Patria (C)  | 1    | 3  | 0 | 1 | 2 | 3  | 6  | −3   |               |

 Fuente: 
| Equipo #1   | Equipo #2   | Resultados |
| ----------- | ----------- | ---------- |
| AlbinoLeffe | Pro Patria  | 2–0        |
| Vicenza     | Atalanta    | 2–4        |
| Atalanta    | AlbinoLeffe | 3–0        |
| Pro Patria  | Vicenza     | 1–2        |
| Pro Patria  | Atalanta    | 2–2        |
| Vicenza     | AlbinoLeffe | 0–1        |

### Grupo 3
| Pos. | Equipo        | Pts. | PJ | G | E | P | GF | GC | Dif. | Clasificación |
| ---- | ------------- | ---- | -- | - | - | - | -- | -- | ---- | ------------- |
| 1    | Triestina (B) | 9    | 3  | 3 | 0 | 0 | 6  | 2  | +4   |               |
| 2    | Modena (B)    | 6    | 3  | 2 | 0 | 1 | 5  | 3  | +2   |               |
| 3    | Treviso(B)    | 1    | 3  | 0 | 1 | 2 | 4  | 7  | −3   |               |
| 4    | Venezia (B)   | 1    | 3  | 0 | 1 | 2 | 2  | 5  | −3   |               |

 Fuente: 
| Equipo #1 | Equipo #2 | Resultados |
| --------- | --------- | ---------- |
| Modena    | Triestina | 0–1        |
| Venezia   | Treviso   | 1–1        |
| Treviso   | Modena    | 1–2        |
| Triestina | Venezia   | 1–0        |
| Triestina | Treviso   | 4–2        |
| Venezia   | Modena    | 1–3        |

### Grupo 4
| Pos. | Equipo      | Pts. | PJ | G | E | P | GF | GC | Dif. | Clasificación |
| ---- | ----------- | ---- | -- | - | - | - | -- | -- | ---- | ------------- |
| 1    | Livorno (A) | 7    | 3  | 2 | 1 | 0 | 6  | 4  | +2   |               |
| 2    | Cesena (B)  | 5    | 3  | 1 | 2 | 0 | 4  | 3  | +1   |               |
| 3    | Ascoli (B)  | 4    | 3  | 1 | 1 | 1 | 3  | 3  | 0    |               |
| 4    | Arezzo (B)  | 0    | 3  | 0 | 0 | 3 | 3  | 6  | −3   |               |

 Fuente: 
| Equipo #1 | Equipo #2 | Resultados |
| --------- | --------- | ---------- |
| Ascoli    | Arezzo    | 1–0        |
| Cesena    | Livorno   | 1–1        |
| Arezzo    | Cesena    | 1–2        |
| Livorno   | Ascoli    | 2–1        |
| Arezzo    | Livorno   | 2–3        |
| Cesena    | Ascoli    | 1–1        |

### Grupo 5
| Pos. | Equipo            | Pts. | PJ | G | E | P | GF | GC | Dif. | Clasificación |
| ---- | ----------------- | ---- | -- | - | - | - | -- | -- | ---- | ------------- |
| 1    | Fiorentina (A)    | 7    | 3  | 2 | 1 | 0 | 6  | 0  | +6   |               |
| 2    | Piacenza (B)      | 7    | 3  | 2 | 1 | 0 | 5  | 0  | +5   |               |
| 3    | Hellas Verona (B) | 3    | 3  | 1 | 0 | 2 | 2  | 5  | −3   |               |
| 4    | Como (C)          | 0    | 3  | 0 | 0 | 3 | 0  | 8  | −8   |               |

 Fuente: 
| Equipo #1     | Equipo #2     | Resultados |
| ------------- | ------------- | ---------- |
| Como          | Hellas Verona | 0–2        |
| Piacenza      | Fiorentina    | 0–0        |
| Fiorentina    | Como          | 3–0        |
| Hellas Verona | Piacenza      | 0–2        |
| Como          | Piacenza      | 0–3        |
| Fiorentina    | Hellas Verona | 3–0        |

### Grupo 6
| Pos. | Equipo      | Pts. | PJ | G | E | P | GF | GC | Dif. | Clasificación |
| ---- | ----------- | ---- | -- | - | - | - | -- | -- | ---- | ------------- |
| 1    | Ternana (B) | 6    | 3  | 2 | 0 | 1 | 4  | 3  | +1   |               |
| 2    | Rimini (C)  | 4    | 3  | 1 | 1 | 1 | 4  | 4  | 0    |               |
| 3    | Perugia (B) | 4    | 3  | 1 | 1 | 1 | 3  | 2  | +1   |               |
| 4    | Pescara (B) | 2    | 3  | 0 | 2 | 1 | 5  | 7  | −2   |               |

 Fuente: 
| Team #1 | Team #2 | Results |
| ------- | ------- | ------- |
| Perugia | Ternana | 2–0     |
| Pescara | Rimini  | 3–3     |
| Rimini  | Perugia | 1–0     |
| Ternana | Pescara | 3–1     |
| Pescara | Perugia | 1–1     |
| Ternana | Rimini  | 1–0     |

### Grupo 7
| Pos. | Equipo          | Pts. | PJ | G | E | P | GF | GC | Dif. | Clasificación |
| ---- | --------------- | ---- | -- | - | - | - | -- | -- | ---- | ------------- |
| 1    | Salernitana (B) | 9    | 3  | 3 | 0 | 0 | 7  | 3  | +4   |               |
| 2    | Catania (B)     | 6    | 3  | 2 | 0 | 1 | 6  | 3  | +3   |               |
| 3    | Catanzaro (B)   | 1    | 3  | 0 | 1 | 2 | 2  | 5  | −3   |               |
| 4    | Avellino (C)    | 1    | 3  | 0 | 1 | 2 | 3  | 7  | −4   |               |

 Fuente: 
| Equipo #1   | Equipo #2   | Resultados |
| ----------- | ----------- | ---------- |
| Avellino    | Salernitana | 1–3        |
| Catania     | Catanzaro   | 2–0        |
| Catanzaro   | Avellino    | 1–1        |
| Salernitana | Catania     | 2–1        |
| Catania     | Avellino    | 3–1        |
| Salernitana | Catanzaro   | 2–1        |

### Grupo 8
| Pos. | Equipo       | Pts. | PJ | G | E | P | GF | GC | Dif. | Clasificación |
| ---- | ------------ | ---- | -- | - | - | - | -- | -- | ---- | ------------- |
| 1    | Messina (A)  | 9    | 3  | 3 | 0 | 0 | 7  | 1  | +6   |               |
| 2    | Crotone (B)  | 4    | 3  | 1 | 1 | 1 | 5  | 2  | +3   |               |
| 3    | Bari (B)     | 3    | 3  | 1 | 0 | 2 | 3  | 7  | −4   |               |
| 4    | Acireale (C) | 1    | 3  | 0 | 1 | 2 | 2  | 6  | −4   |               |

 Fuente: 
| Team #1  | Team #2  | Results |
| -------- | -------- | ------- |
| Acireale | Crotone  | 1–1     |
| Bari     | Messina  | 1–2     |
| Crotone  | Bari     | 4–0     |
| Messina  | Acireale | 4–0     |
| Bari     | Acireale | 2–1     |
| Crotone  | Messina  | 0–1     |

## Final

### Partido de ida
12 de junio de 2005
21:30 
| Roma 0-2 Internazionale |
| Adriano 30', 36'        |

Estadio Olímpico, Roma
Asistencia: 73.437 
Árbitro: Pierluigi Collina

### Partido de vuelta
| Internazionale 1-0 Roma |
| Mihajlović 52'          |

San Siro, Milán
Asistencia: 72.034 
Árbitro: Matteo Trefoloni
Internazionale ganó 3-0 en el global.

## Mejores goleadores
| Ranking | Jugador            | Club           | Goles |
| ------- | ------------------ | -------------- | ----- |
| 1       | Andrea Lazzari     | Atalanta       | 9     |
| 2       | Obafemi Martins    | Internazionale | 6     |
| 3       | José María Franco  | Torino         | 5     |
| 4       | Massimo Marazzina  | Torino         | 4     |
| 4       | Gianfranco Zola    | Cagliari       | 4     |
| 4       | Antonio Di Natale  | Udinese        | 4     |
| 4       | David Di Michele   | Udinese        | 4     |
| 4       | Raffaele Palladino | Salernitana    | 4     |

Fuente: